# Aniekan Archibong
Aniekan Archibong (ur. 10 maja 1981 w Nowym Jorku) – amerykański koszykarz, grający na pozycji skrzydłowego. Posiada nigeryjskie obywatelstwo. Grał na Uniwersytecie w Pensylwanii. W 2003 roku przybył do Europy, gdzie grał dla: EB Pau Orthez, Brose Baskets, Alby Berlin oraz Skyliners Frankfurt. W sezonie 2008/2009 grał w drużynie Asseco Prokom Sopot. 10 kwietnia 2009 rozwiązał kontrakt z sopocką drużyną. Wraz z reprezentacją Nigerii wziął udział na Igrzyskach Olimpijskich 2012 w Londynie. Po Igrzyskach zakończył sportową karierę.

## Osiągnięcia
NCAA
- Zaliczony do:
  - I składu Ivy League (2002)[6]
  - II składu Ivy League (2003)[7]

Klubowe
- Mistrz:
  - Francji (2004)[6]
  - Niemiec (2005)[6]
- Finalista Pucharu Polski (2009)

Indywidualne
- 2-krotny obrońca roku ligi niemieckiej (2005, 2006)[6]
- Debiutant roku ligi niemieckiej (2005)
- Zaliczony do II składu ligi niemieckiej (2005, 2006)

Reprezentacja
- Uczestnik Igrzysk Olimpijskich (2012 – 10. miejsce)[8]